# Gustavo primo re di Svezia
Gustavo primo re di Svezia (título original en italiano; en español, Gustavo I rey de Suecia) es un dramma per musica en tres actos con música de Baldassare Galuppi y libreto de italiano de Carlo Goldoni. Se estrenó el 25 de mayo de 1740 en el Teatro San Samuele de Venecia y fue compuesto en honor del marqués Giovanni Giacomo Grimaldi, patricio genovés.

## Personajes
| Personaje                                                                                     | Tesitura                 | Reparto del estreno, 25 de mayo de 1740 |
| --------------------------------------------------------------------------------------------- | ------------------------ | --------------------------------------- |
| Ernesto, senador de la capital de Suecia y gobernador de la provincia de Dalecarlia           | bajo                     | Gaetano Pompeo Basteris                 |
| Ergilda, su hija, amante de Learco                                                            | soprano (?)              | Maria Camatti                           |
| Learco, extranjero desconocido, luego descubierto por Gustavo, amante de Ergilda y de Dorisbe | soprano castrato         | Lorenzo Girardi                         |
| Dorisbe, desconocida, luego descubierta Clotilde, hermana de Gustavo                          | mezzosoprano (?)         | Marianna Imer                           |
| Argeno, hijo de Ernesto, amante de DorisbeArgeno, hijo de Ernesto, amante de Dorisbe          | contralto (?) travestido | Eleonora Ferandini                      |
| Coro.                                                                                         |                          |                                         |